# Гољемади
Гољемади је насељено мјесто у граду Подгорици у Црној Гори. Према попису из 2023. било је 77 становника.

## Демографија
У насељу Гољемади живи 85 пунолетних становника, а просечна старост становништва износи 49,9 година (47,1 код мушкараца и 52,3 код жена). У насељу има 39 домаћинстава, а просечан број чланова по домаћинству је 2,41.
Ово насеље је углавном насељено Црногорцима (према попису из 2003. године), а у последња три пописа, примећен је пад у броју становника.
|  |

| Демографија | Демографија | Демографија |
| Година      | Становника  | Становника  |
| ----------- | ----------- | ----------- |
|             |             |             |
|             |             |             |
|             |             |             |
|             |             |             |
| 1948.       | 318         |             |
| 1953.       | 269         |             |
| 1961.       | 257         |             |
| 1971.       | 234         |             |
| 1981.       | 203         |             |
| 1991.       | 149         | 147         |
| 2003.       | 94          | 94          |
|             |             |             |

| Етнички састав према попису из 2003.‍ | Етнички састав према попису из 2003.‍ | Етнички састав према попису из 2003.‍ | Етнички састав према попису из 2003.‍ | Етнички састав према попису из 2003.‍ |
| ------------------------------------ | ------------------------------------ | ------------------------------------ | ------------------------------------ | ------------------------------------ |
|                                      |                                      |                                      |                                      |                                      |
| Црногорци                            | Црногорци                            |                                      | 71                                   | 75,53%                               |
| Срби                                 | Срби                                 |                                      | 22                                   | 23,40%                               |
| Мађари                               | Мађари                               |                                      | 1                                    | 1,06%                                |
| непознато                            | непознато                            |                                      | 0                                    | 0,0%                                 |

| Година пописа     | 1948. | 1953. | 1961. | 1971. | 1981. | 1991. | 2003. |
| ----------------- | ----- | ----- | ----- | ----- | ----- | ----- | ----- |
| Број домаћинстава | 63    | 58    | 57    | 64    | 55    | 48    | 39    |

| Број чланова      | 1  | 2  | 3  | 4 | 5 | 6 | 7 | 8 | 9 | 10 и више | Просек |
| ----------------- | -- | -- | -- | - | - | - | - | - | - | --------- | ------ |
| Број домаћинстава | 39 | 15 | 10 | 6 | 3 | 2 | 2 | 1 | 0 | 0         | 0      |

| Пол    | Укупно | Неожењен/Неудата | Ожењен/Удата | Удовац/Удовица | Разведен/Разведена | Непознато |
| ------ | ------ | ---------------- | ------------ | -------------- | ------------------ | --------- |
| Мушки  | 39     | 13               | 23           | 2              | 1                  | 0         |
| Женски | 48     | 12               | 23           | 13             | 0                  | 0         |
| УКУПНО | 87     | 25               | 46           | 15             | 1                  | 0         |

| Пол    | Укупно                    | Пољопривреда, лов и шумарство | Рибарство                            | Вађење руде и камена | Прерађивачка индустрија       |
| ------ | ------------------------- | ----------------------------- | ------------------------------------ | -------------------- | ----------------------------- |
| Мушки  | 13                        | 3                             | 0                                    | 0                    | 4                             |
| Женски | 8                         | 0                             | 0                                    | 0                    | 0                             |
| УКУПНО | 21                        | 3                             | 0                                    | 0                    | 4                             |
| Пол    | Производња и снабдевање   | Грађевинарство                | Трговина                             | Хотели и ресторани   | Саобраћај, складиштење и везе |
| Мушки  | 0                         | 0                             | 2                                    | 0                    | 3                             |
| Женски | 0                         | 0                             | 4                                    | 1                    | 0                             |
| УКУПНО | 0                         | 0                             | 6                                    | 1                    | 3                             |
| Пол    | Финансијско посредовање   | Некретнине                    | Државна управа и одбрана             | Образовање           | Здравствени и социјални рад   |
| Мушки  | 0                         | 0                             | 1                                    | 0                    | 0                             |
| Женски | 0                         | 0                             | 1                                    | 0                    | 1                             |
| УКУПНО | 0                         | 0                             | 2                                    | 0                    | 1                             |
| Пол    | Остале услужне активности | Приватна домаћинства          | Екстериторијалне организације и тела | Непознато            | Непознато                     |
| Мушки  | 0                         | 0                             | 0                                    | 0                    | 0                             |
| Женски | 1                         | 0                             | 0                                    | 0                    | 0                             |
| УКУПНО | 1                         | 0                             | 0                                    | 0                    | 0                             |